# Lorena Recabarren
Lorena Francisca Recabarren Silva (30 de mayo de 1975) es una abogada, politóloga y política chilena, miembro de Evolución Política (Evópoli). Desde marzo de 2018 hasta marzo de 2022, se desempeñó como subsecretaria de Derechos Humanos de su país, bajo el segundo gobierno del presidente Sebastián Piñera.

## Familia y estudios
Hija de Luis Ignacio Recabarren Martin y Carmen Luz Silva Lahidalga. Realizó sus estudios superiores en la carrera de derecho y ciencia política en la Pontificia Universidad Católica (PUC), luego cursó un magíster y un doctorado en ciencias políticas de la Universidad Pompeu Fabra, España.
Está casada y es madre de dos hijos.

## Trayectoria pública
Laboralmente, se ha desempeñado como directora ejecutiva del Centro de Estudios Horizontal, donde coordinó comisiones de trabajo en distintas áreas de política pública, al igual que los equipos programáticos del «Eje Político del Programa de Gobierno» del candidato de su partido, el entonces diputado Felipe Kast, durante las primarias presidenciales de Chile Vamos de 2017.
En el primer gobierno de Sebastián Piñera, entre abril de 2011 y marzo de 2014, trabajó en la División de Estudios del Ministerio Secretaría General de la Presidencia (Segpres), donde entregaba asesoría política y jurídica en materia de proyectos de ley, investigaba temas de relevancia política y análisis político.
Una vez finalizado el gobierno, entre 2014 y 2018 impartió clases en escuelas e institutos de ciencia política de diversas universidades, entre ellas la Pontificia Universidad Católica de Chile y la Universidad Diego Portales.
El 11 de marzo de 2018 fue designada para el cargo de subsecretaria de Derechos Humanos —encabezando  el segundo gobierno de Sebastián Piñera—, siendo la segunda titular en dicho organismo.